# 뿔매
뿔매(Mountain hawk-eagle)는 아시아가 원산인 대형 맹금류이다. 모든 독수리들과 마찬가지로, 수리과에 속하고, 이 종을 검독수리아과의 일종으로 표시한다. 인도, 네팔에서 방글라데시를 거쳐 태국, 대만, 베트남, 일본에 이르기까지 인도 아대륙 북부에서 확인된 번식종이지만, 여전히 번식종으로 분포가 더 넓을 수 있다. 뿔매의 전형적인 모습처럼, 뿔매는 다른 척추동물과 함께 새, 포유류, 파충류 사이에서 먹이 선택을 쉽게 바꾸는 숲에 사는 기회주의적 포식자이다. 다소 넓은 분포 지역에 걸쳐 지속성이 있기 때문에 현재는 덜 우려되는 종으로 분류되지만, 이 종은 종종 상당히 희귀하고 부족하며 특히 대규모 서식지 파괴와 삼림 벌채에 대응하여 감소하는 것으로 보인다.

## 묘사

### 착색 및 혼동종

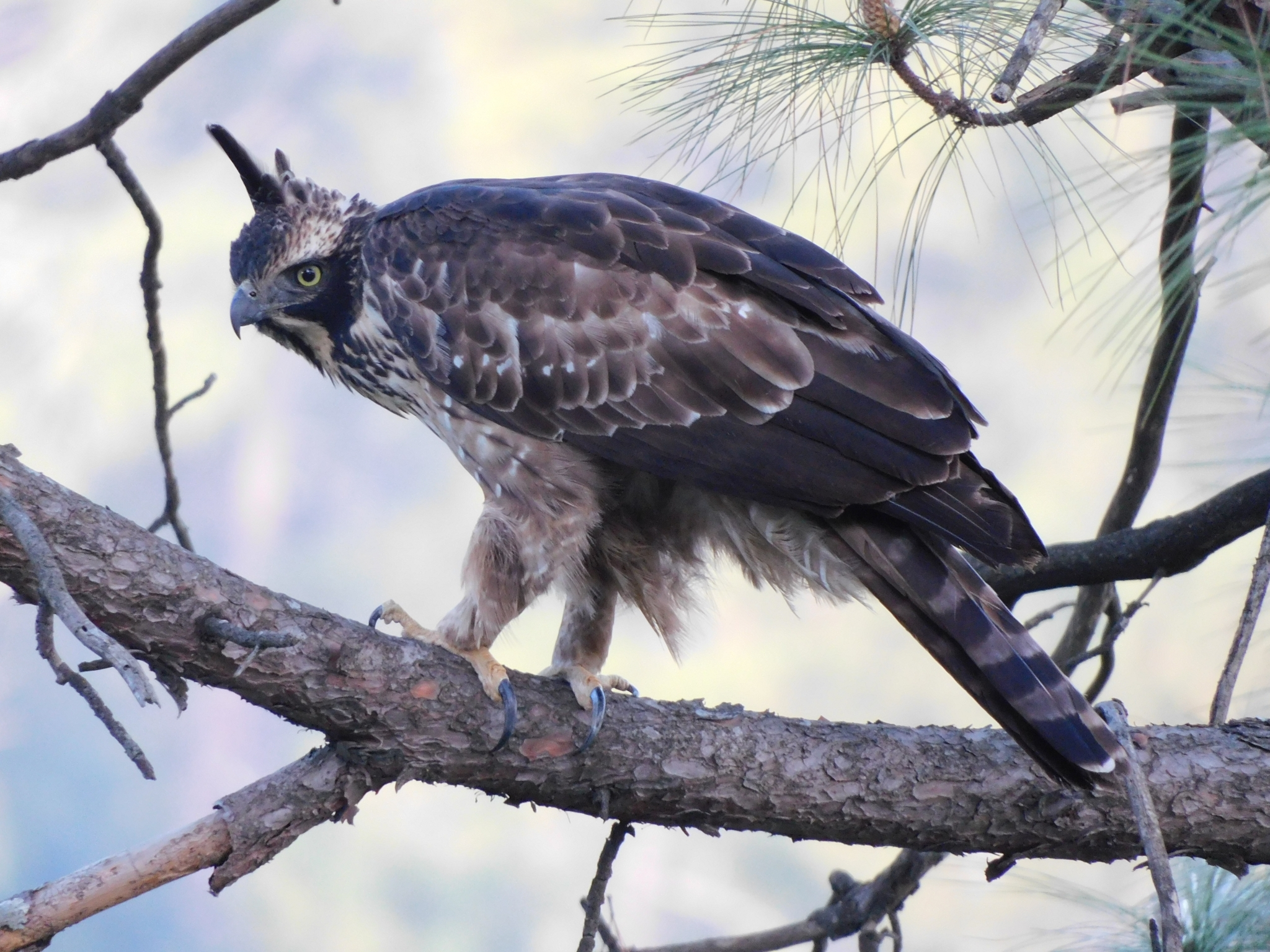
다 자란 뿔매

성체가 된 뿔매는 머리 위가 어두운 갈색이고 가장자리는 약간 더 창백하며, 가운데와 큰 덮개가 가장 선명한 경향이 있다. 어른의 경우 머리가 위로 꽤 녹슬고 강한 검은 줄무늬가 있지만 목에 줄무늬의 부피가 줄어드는 경향이 있고, 이는 다시 갈색 털이 있는 목을 시사하는 것일 수 있다. 볏은 대체로 검은색이며, 끝이 희끗희끗하고 약간 흐릿한 검은 띠가 위에 있다. 꼬리는 회색-갈색이며, 끝은 희끗희끗한 편이다. 종아리 부분과 목구멍은 검고 너덜너덜하며 드문드문하지만 다소 대담한 줄무늬로 특징지어지는데, 이는 아랫부분의 나머지 부분이 희끗희끗한 바탕색 위에 황갈색으로 대부분 막아져 있는 것과 대조를 이룬다. 비록 흰색 바탕색은 좁아지고 갈색은 다소 갈색이 되며, 목구멍과 다리 아래로 갈수록 약간 더 갈색이 된다. 어떤 경우에는 다리의 색깔이 다양하게 밤색이나 심지어 검게 보이기도 한다. 꼬리의 아랫부분은 대담하게 검은 색과 회색으로 띠어져 있다. 어린 뿔매는 위 또한 어두운 갈색이지만 보통 선명한 크림색에서 하얀 깃털 가장자리를 가지고 있어서 날개 덮개가 확대되는 효과를 낸다. 한편, 중앙 및 큰 덮개의 깃털 밑 부분은 더 황갈색의 중간 날개 부분을 형성한다. 어린 뿔매의 꼬리는 더 밝은 갈색과 더 어두운 갈색을 번갈아 가며 띠어져 있지만, 보통 성체의 꼬리처럼 희끗희끗한 끝을 가지고 있다. 어린 뿔매의 아랫부분은 모두 납작한 담황색이다. 아랫부분 색은 머리와 목 옆구리의 일부까지 확장되며, 왕관과 뺨, 목덜미 그리고 뒷목은 모두 어두운 갈색으로 줄무늬가 있다. 윗부분은 검은색에 작은 하얀 끝이 있다. 어린 뿔매의 깃털은 흰색이다. 아랫부분의 반점은 옆구리에서 시작하여 가슴 안쪽으로 점점 증가하는 2년째까지 발달하기 시작하지만, 어린 뿔매는 꼬리가 성체를 닮기 시작하는 3년째까지는 여전히 상당히 창백하다. 늦어도 4년째까지는 완전한 성체 깃털이 완성된다. 어른들은 황금빛 또는 심지어 황갈색의 눈을 가지고 있으며, 청소년들은 옅은 청회색에서 옅은 노란색 눈을 가지고 있다. 어른들은 소뇌가 흑회색을 띠는 반면, 청소년들은 무딘 회색을 띤다. 모든 연령대에서 발은 칙칙한 노란색에서 황백색을 띤다. 비행 중에는 머리가 다소 두드러지고 상대적으로 짧은 둥근 날개를 가지고 있는데, 이는 넓은 손과 불룩한 2차 동물들이 강조하는 효과로 후방 기저부를 꼬집는 경향이 있다. 뿔매는 "놀라운 기동성으로" 빠르고 민첩하게 비행할 수 있다. 이들은 보통 평평한 날개에 활공하는 힘있고 얕은 박자와 함께 활공하지만, 날아오르는 새들은 얕은 V자로 날개를 잡고 앞으로 살짝 밀어낸다. 어른들의 날개 안감은 옆구리 색깔과 비슷한 녹슬어 앞 부분이 더 창백해지며, 날개 중앙 부분이 어두운 얼룩덜룩한 반점이 특징이다. 2차 동물에서는 검은 갈색 막대가 회색 바탕 색깔보다 뚜렷한데, 2차 동물에서는 깃털이 비교적 넓게 검은색 바탕에 바탕이 더 하얗고 끝이 더 어둡다. 비행하는 청소년들은 위쪽이 흰색이고 반점이 꽤 많이 있다. 청소년들은 아래쪽이 황갈색이고, 날개 끝은 검은색이며, 어떤 경우에는 일차적인 덮개까지 확장되어 흐릿한 손목 호를 형성한다. 청소년 비행 깃털은 희끗희끗한 회색이며, 얇고 희미해 보이는 어두운 줄무늬가 있으며, 1차 동물의 아랫부분은 흰색이 덜 보인다. 비행하는 청소년들은 일반적으로 어른들보다 덜 뚜렷한 말단 아래쪽 띠를 보여준다.

## 분포

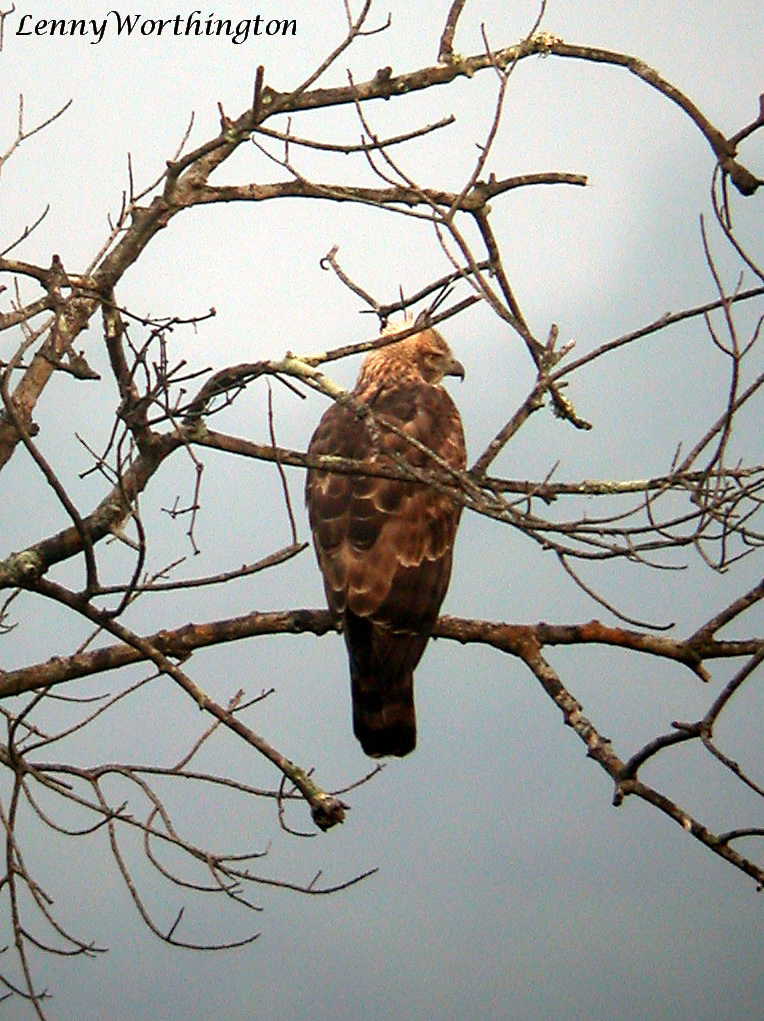
뿔매는 종종 낙엽성 숲을 포함하여 더 시원하고 온화한 서식지에서 산다.

널리 발견되는 이 맹금류의 북쪽과 남쪽 경계는 놀랍게도 오늘날까지 잘 알려져 있지 않다. 역사적 기록에 따르면 이 종은 허용된 범위에서 북쪽으로 수백 킬로미터 떨어진 곳에서 서식할 수도 있다고 하며, 이전에는 겨울을 나는 이주자나 부랑자 뿔매가 방문하는 것으로만 간주되었던 지역에서 일년 내내 이 종에 대한 보고가 있었다.  뿔매는 히말라야산맥을 통해 분포하며, 파키스탄 북동부에서 북인도를 거쳐 잠무 카슈미르, 히마찰프라데시주, 우타라칸드주까지 뻗어있으며, 네팔, 부탄에서 북부 아삼주까지 남쪽으로 계속해서 북부 미얀마 고원지대와 동부 태국, 또한 라오스 북부 지역과 베트남 북부 지역까지 분포한다.